# Andreas Orostander
Andreas Orostander, född 1662 i Tortuna, död 1726 i Västerås, där han var director musices. Han är känd för musikläran Compendium musicum.

## Biografi
Andreas Johannis Orostander föddes i Tortuna 1662 som son till kyrkoherden Johannes Herman Orostander och Maria Floræa. Han började i trivialskolan i Västerås 1672 och antecknades 1679 som diskantist i Västerås gymnasium. Han inskrevs vid Uppsala universitet i februari 1681 men fick ej musikstipendium. Han disputerade 1688 och för magistergraden 1694 trots knagglig examen och medelmåttigt prov. Han prästvigdes 1696 men fick ej sökta befattningar i kyrkan. I stället blev han den långa perioden 1674-1726 rector musices et cantus vid gymnasiet och domkyrkan i Västerås. Från 1715 var han entledigad med lön men måste avstå hälften till vikarien Ernst Ferdinand Pape, som blev ordinarie 1726. Orostander dog ogift i Västerås 18 februari 1726.
Orostander föreslog domkapitlet en utgåva av koralmelodierna i 1697 års koralbok för fyra röster, vilket inte godkändes.  Orostander var elev till professor Harald Vallerius i Uppsala. Dennes tre dissertationer om musik ligger till grund för hans musiklära för gymnasiet Compendium musicum, 1699 och bidrog till att Vallerius moderna syn spreds både inom och utom Sveriges nuvarande gränser.